# Loch Assapol
Loch Assapol är en sjö i Storbritannien.   Den ligger i kommunen Argyll and Bute och riksdelen Skottland, i den nordvästra delen av landet, 700 km nordväst om huvudstaden London. Loch Assapol ligger 40 meter över havet. Den ligger på ön Inner Hebrides.